# Els Koffeman
Elisabeth Nikolaja (Els) Koffeman (Nuenen, 1967) is een Nederlands gewoon hoogleraar instrumentatie in de deeltjesfysica aan de Universiteit van Amsterdam.

## Biografie
Koffeman promoveerde in juni 1996 aan de Katholieke Universiteit Nijmegen op A luminosity measurement at LEP using the L3 detector. Sinds 1999 is ze verbonden aan het  Nationaal Instituut voor Subatomaire Fysica (Nikhef), laatstelijk als senior onderzoeker. Per 1 december 2005 werd ze benoemd tot bijzonder hoogleraar instrumentatie in de hoge-energiefysica, een leerstoel vanwege de Stichting Hoge Energie Fysica; ze hield haar openbare les op 15 februari 2007 onder de titel Deeltjesfysica. Onvoorstelbare waarnemingen? Op 14 maart 2017 werd haar hoogleraarschap omgezet in een gewoon hoogleraarschap, met als leeropdracht instrumentatie in de deeltjesfysica. Sinds 2014 trad zij vijf keer op als promotor.
Prof. dr. ir. E.N. Koffeman werkte mee aan of werd gerefereerd in honderden publicaties op haar vakgebied. Ze is bestuurslid van het Genootschap ter bevordering van Natuur-, Genees- en Heelkunde.